# A színképtípusú csillag
Az A színképtípusú csillagok felszíni hőmérséklete 7900–10 000 K, színük fehér.
Spektrumukban erőteljesek a hidrogén Balmer-vonalai (legerősebbek az A0 típusnál) és az ionizált fémvonalak: Fe II, Mg II, Si II (legerősebbek az A5 típusnál). Gyengébbek a hélium és a kalcium vonalai. A fősorozati csillagok 0,63%-a ebbe az osztályba sorolható, ilyen például a Vega, a Deneb, a Fomalhaut és a Szíriusz.

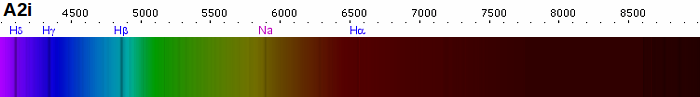